# Ishizaka Kimishige
Kimishige "Kimi" Ishizaka (石坂 公成 Ishizaka Kimishige, 3 tháng 12 năm 1925 – 6 tháng 7 năm 2018) là một nhà miễn dịch học người Nhật, cùng với vợ Terako Ishizaka, phát hiện ra loại kháng thể Immunoglobulin E (IgE) vào năm 1966 – 1967. Công việc của họ được coi là một bước đột phá lớn trong sự hiểu biết về dị ứng. Ông được trao Giải thưởng quốc tế về Quỹ Gairdner năm 1973 và giải thưởng Nhật Bản năm 2000 cho công trình của ông về miễn dịch học.

## Tiểu sử
Ishizaka lấy bằng y khoa và tiến sĩ năm 1948 tại Đại học Tokyo. Từ 1953 đến 1962, ông đứng đầu bộ phận miễn dịch học tại khoa huyết thanh học tại Viện Y tế Quốc gia Nhật Bản. Trong nhiệm kỳ của mình ở vị trí đó, ông đã trải qua hai năm làm nghiên cứu viên tại Caltech (1957 – 1959).
Năm 1962, Ishizaka và vợ Teruko được tuyển dụng bởi Tiến sĩ Sam Bukantz, giám đốc y khoa của Viện nghiên cứu và bệnh viện suyễn trẻ em (CARIH), và chuyển đến Denver, Colorado. Ông đảm nhiệm vị trí trợ lý giáo sư vi sinh tại trường Đại học Y khoa Colorado, cũng như trưởng khoa miễn dịch của Viện nghiên cứu hen suyễn của trẻ em và CARIH. Năm 1965, ông được thăng giáo sư tại Đại học Colorado Denver.
Trong khi ở Denver, Ishizakas đã khám phá ra lớp kháng thể Immunoglobulin E (IgE) trong năm 1966 – 1967 và tương tác với các tế bào mast. Họ đã chứng minh vai trò quan trọng của IgE trong việc trung gian giải phóng histamin từ tế bào mast. Việc khám phá ra IgE được coi là một cột mốc trong miễn dịch học và sự hiểu biết về dị ứng.
Năm 1970, Ishizaka được bổ nhiệm làm Giáo sư Y khoa và Vi sinh vật của O'Neill tại Trường Y khoa Đại học Johns Hopkins ở Baltimore, Maryland, cũng như giáo sư sinh học tại Khoa Nghệ thuật và Khoa học. Từ năm 1982 đến năm 1986, ông là chủ tịch của Đại học Dị ứng Quốc tế Collegium. Ông được bầu làm thành viên của Học viện Khoa học Quốc gia Hoa Kỳ năm 1983. Ishaka vẫn ở trường đại học cho đến năm 1989, khi ông trở thành giám đốc khoa học, và sau đó là chủ tịch vào năm 1990, thuộc Viện dị ứng và miễn dịch La Jolla ở La Jolla, California.
Sau khi nghỉ hưu năm 1996, ông trở về Nhật Bản và là giám đốc danh dự của Viện miễn dịch tại Đại học Yamagata.